# Bas ter Weel

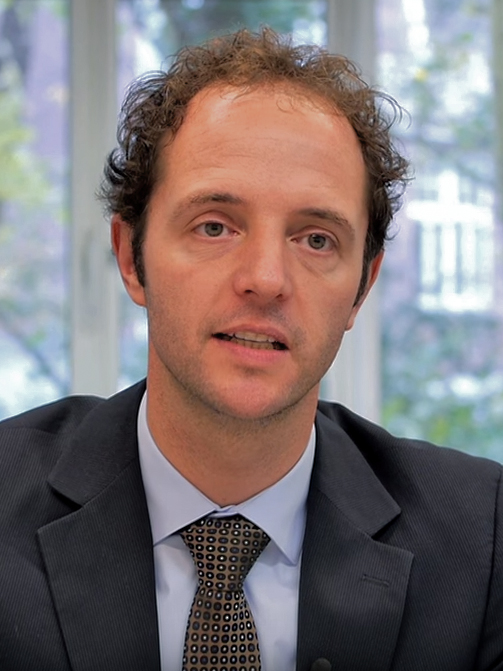
Bas ter Weel (2015)

Bastiaan Johan (Bas) ter Weel (Enter, gemeente Wierden, 15 februari 1975) is een Nederlandse econoom. Hij is sinds 1 september 2016 werkzaam als algemeen directeur bij SEO Economisch Onderzoek en hoogleraar economie aan de Universiteit van Amsterdam.

## Leven en werk
Na een studie economie aan de Universiteit Maastricht (1993-1998) promoveerde Bas ter Weel in 2002 aan dezelfde universiteit op het proefschrift The computerization of the labour market (promotor: Luc Soete). Na zijn promotie werkte hij in verschillende functies aan de Universiteit Maastricht, waarna hij in 2007 als econoom bij de Autoriteit Financiële Markten (AFM) in dienst kwam. Sedert eind 2007 was Ter Weel werkzaam bij het Centraal Planbureau (CPB) als hoofd internationale economie (2007-2010) en arbeid en onderwijs (2010-2013). Van 2013 tot zijn benoeming bij SEO Economisch Onderzoek was hij onderdirecteur (en tevens plaatsvervangend directeur) van het CPB. Tevens was hij in de periode 2011-2016 als hoogleraar (parttime) verbonden aan de vakgroep economie van de School of Business and Economics van de Universiteit Maastricht.
Tot 1 september 2016 maakte Ter Weel ambtshalve als kroonlid deel uit van de Sociaal-Economische Raad (SER); per januari 2017 is hij benoemd tot kroonlid en sinds 2023 is hij lid van het dagelijks bestuur van de SER.
Van 2022 tot en met 2024 was hij lid van het Maatschappelijk Impact Team dat het kabinet adviseert over de maatschappelijke gevolgen van pandemieën en de aanpak hiervan.

## Persoonlijk
Ter Weel is getrouwd en heeft een gezin met drie zonen.
- Bibsys: 6016557
- Gemeinsame Normdatei: 131610945
- International Standard Name Identifier: 0000 0001 1970 5164
- Library of Congress Control Number: n2005029728
- Nationale Bibliotheek van Letland: 000090392
- NARCIS: PRS1281415
- Nationale Bibliotheek van Israël: 987007318321905171
- Nederlandse Thesaurus van Auteursnamen: 163787646
- Virtual International Authority File: 1149937
- WorldCat: E39PBJxGTCXCqVHctg3b7pDTHC